# Diastylis sculpta
Diastylis sculpta är en kräftdjursart som beskrevs av Georg Ossian Sars 1871. Diastylis sculpta ingår i släktet Diastylis och familjen Diastylidae. Inga underarter finns listade i Catalogue of Life.